# Bataille du cap Gata
Seconde guerre barbaresque
Batailles
Seconde guerre barbaresque :
- Cap Gata
- Cap Palos

La bataille du cap Gata a lieu le 17 juin 1815 et marque le début de la Seconde guerre barbaresque. L'escadre du commandant Decatur rencontre le vaisseau amiral de la marine algérienne, le Mashuda, sous le commandement de Raïs Hamidou et engage le combat. À la suite d'âpres combats, l'escadre Decatur capture la frégate algérienne et remporte ainsi une victoire décisive.

## Contexte
L'escadre de Stephen Decatur quitte New York le 20 mai 1815 avec pour ordre de détruire les navires algériens et de forcer le dey à cesser les attaques contre les pavillons américains. Il atteint le détroit de Gibraltar le 15 juin et entame sa mission. Il apprend alors que deux croiseurs algériens (la frégate Mashuda et le brick Estudio) ont traversé le détroit peu de temps avant lui. Il tente de les rattraper avant qu'ils ne parviennent à Alger.

## La bataille
À la tête d'une flotte comptant 9 navires, Stephen Decatur rencontre le vaisseau amiral Mashuda, une frégate de 44 canons construite à Alger par un charpentier espagnol en 1802, qui partit sur ordre traquer un navire américain mais qui ne savait pas qu'une escadre américaine était en route.
Croyant dans un premier temps que l'escadre était espagnole puis dépassé par l'armement américain, Rais Hamidou, qui faisait route vers Alger, se fait rejoindre par l'escadre de Decatur. Le raïs algérien se rend compte trop tard de la ruse des Américains. Ce dernier blessé, ordonne à son équipage de se mettre en sécurité dans un port le long de la côte espagnole.
Le vaisseau se fait alors rejoindre par la frégate Constellation et le sloop Ontario qui le bombardent. Les Algériens tentent de riposter mais Decatur positionne son vaisseau amiral Guerriere (en) à côté du Mashuda et tire sur ce dernier. Les conséquences sont dévastatrices, Raïs Hamidou est tué sur son banc de quart et le navire est en partie détruit. Decatur cesse alors l'attaque et attend que les Algériens se rendent. Ceux-ci continuent cependant à se défendre à l'aide de mousquets. C'est alors le sloop l'Epervier qui bombarde le Mashuda. Les barbaresques finissent alors par se rendre.

## Conséquences
Quatre cent six Algériens sont capturés, la plupart étant blessés, et 30 autres sont morts, les Américains n'ayant subi que de légères pertes (4 morts et 10 blessés), dont certaines liées à une explosion d'armes à feu. Decatur poursuit alors sa route vers Alger. Il croise un autre croiseur algérien au large du cap Palos. Après la capture de celui-ci, Decatur parvient à Alger. En raison de la perte du Mashuda et de l'amiral Raïs Hamidou, le moral des troupes algériennes et leur capacité navales sont fortement touchés. L'escadre américaine ne rencontre pas d'autre opposition et finit par obtenir l'engagement du Dey à ne plus attaquer les navires américains,.